# Даусуз
Даусуз — село в Зеленчукском районе Карачаево-Черкесии России. Административный центр муниципального образования Даусузское сельское поселение.

## География
Расположено в горной части республики, у реки Большой Зеленчук и образованном на ней водохранилище.
Уличная сеть состоит из 22 географических объектов.
Географическое положение
Расстояние до:
районного центра (Зеленчукская) 7 км
республиканского центра (Черкесск) 62 км.

## Население
| 2002 | 2010  | 2021  |
| ---- | ----- | ----- |
| 1848 | ↘1509 | ↗1512 |

## Инфраструктура
МКОУ «СОШ С.Даусуз»
Администрация сельского поселения.
Почтовое отделение 369150 (ул.	Хатуева, 103)

## Транспорт
Автодорога А-156.